# Naturschutzgebiet Eder, LP Bad Berleburg
Koordinaten: 51° 1′ 54″ N, 8° 21′ 24″ O
Das Naturschutzgebiet Eder, LP Bad Berleburg liegt auf dem Gebiet der Stadt Bad Berleburg im Kreis Siegen-Wittgenstein in Nordrhein-Westfalen.
Das etwa 119 ha große Gebiet, das im Jahr 2004 unter der Schlüsselnummer SI-096 unter Naturschutz gestellt wurde, erstreckt sich südwestlich, südlich und südöstlich der Kernstadt Bad Berleburg entlang der Eder zwischen den Bad Berleburger Ortsteilen Aue im Westen und Beddelhausen im Osten. Die Landesstraße L 553 verläuft weitgehend entlang der Eder. Südlich von Bad Berleburg durchschneidet die B 480 das Gebiet und östlich davon die L 718. Am östlichen Rand verläuft die Landesgrenze zu Hessen. Westlich, nordwestlich und nördlich des Gebietes erstreckt sich das etwa 3525 ha große Naturschutzgebiet Rothaarkamm am Grenzweg.